# 石硕
石硕 （1957年10月—），四川大学中国藏学研究所副所长、教授，中华人民共和国教育部长江学者特聘教授，主要从事藏族历史、宗教与社会等方面的研究。

## 社会兼职
- 《民族研究》编委
- 《中国藏学》学术委员
- 中国国家民委决策谘询委员
- 中国民族史学会副会长
- 中国西南民族学会副会长
- 中国民族学会常务理事

## 著作
- 《西藏文明东向发展史》
- 《吐蕃政教关系史》
- 《藏族族源与藏东古文明》
- 《青藏高原的历史与文明》
- 《藏彝走廊：文明起源与民族源流》
- 《青藏高原东缘的古代文明》
- 《青藏高原碉楼研究》
- 《交融与互动：藏彝走廊的民族、历史与文化》
- 《西藏古文明中的中原文化因素》
- 《康藏历史与文明》